# Parachlorota miyashitai
Parachlorota miyashitai är en skalbaggsart som beskrevs av Soula 2002. Parachlorota miyashitai ingår i släktet Parachlorota och familjen Rutelidae. Inga underarter finns listade i Catalogue of Life.